# La Nava de Santiago
la Nava de Santiago este un oraș din Spania, situat în provincia Badajoz din comunitatea autonomă Extremadura. Are o populație de 1.116 de locuitori (2007).
1. ↑  Nomenclátor Geográfico de Municipios y Entidades de Población (20240402 edition)
2. ↑   http://www.lanavadesantiago.org/index.php/nosotros/equipodegobierno.html Lipsește sau este vid: |title= (ajutor)